# Edilemma
Edilemma Ruiz & Brescovit, 2006 è un genere di ragni appartenente alla famiglia Salticidae.

## Etimologia
Il nome del genere è un'arbitraria combinazione di lettere.

## Caratteristiche
Questo genere può essere distinto dagli altri Salticidae per la presenza di un lembo dorsale subapicale sull'embolo (l'organo riproduttivo) del pedipalpo maschile.
Le dimensioni delle femmine sono all'incirca intorno ai 5 millimetri, i maschi sono di poco più piccoli e variano da 3,65 a 4,15 millimetri.

## Distribuzione
L'unica specie oggi nota di questo genere è rinvenuta nel Brasile settentrionale, precisamente nei pressi della regione fitogeografica del Cerrado, nello Stato di Tocantins

## Tassonomia
A maggio 2010, si compone di una sola specie:
- Edilemma foraminifera Ruiz & Brescovit, 2006[3] — Brasile